# Marcos Queiroz
Marcos Peres Queirós (Recife, 15 de agosto de 1946) é engenheiro e político brasileiro. 
Filho de Joel de Albuquerque Queirós e Margarida Peres Queirós, é parte de uma tradicional família de usineiros.
Completou a graduação em engenharia pela Escola Politécnica em Recife em 1970. 
Após a extinção do bipartidarismo se filiou ao Partido Democrático Trabalhista (PDT) em 1979. O partido era contra o regime militar e tinha como principal líder Leonel Brizola, ex-governador do Rio Grande do Sul. 
Após alguns anos migrou sua filiação para o Partido do Movimento Democrático Brasileiro (PMDB), que na época lançava a candidatura de Miguel Arrais, ex-governador conhecidamente progressista e cassado pelo regime militar em 1964.
Marcos concorreu a sua primeira eleição em 1986, ao cargo de deputado federal constituinte. Teve seu mandato de deputado federal constituinte em 1988. Exerceu sua função na Assembléia Nacional Constituinte até apossar o cargo de secretário da Indústria e do Comércio, a pedidos de Miguel Arrais. Seu substituto foi Osvaldo Lima Filho, também do PMDB.
Apesar de não ter contribuído na fase inicial e não ter apresentado nenhuma emenda, voltou às atividades parlamentares em março de 1988, justamente ao final do primeiro turno das votações da Constituinte. Alguns de seus votos foram a favor da nacionalização do subsolo, à limitação dos juros reais em 12% ao ano e ao mandato de cinco anos para o então presidente José Sarney. Empenhou-se em votar contra a limitação dos encargos da dívida externa, a criação de um fundo de apoio à reforma agrária, a estatização do sistema financeiro e a anistia aos micro e pequenos empresários. Defendia o parlamentarismo e concordava com a reforma agrária em terras improdutivas e a definição social de propriedade. Apesar disso, não se fez presente na votação sobre a desapropriação da propriedade produtiva.
Após encerrar seu mandato em 1991 não disputou mais eleições pelo PMDB. Em 1994, filiou-se ao Partido Socialista Brasileiro (PSB) e concorreu ao cargo de deputado federal em 1998 obtendo um resultado negativo.